# Iernut
Iernut (deutsch Radnuten, ungarisch Radnót) ist eine Kleinstadt im Kreis Mureș in Rumänien.

## Lage
Iernut liegt etwa in der Mitte Siebenbürgens, am linken Ufer des Flusses Mureș (Mieresch). Die Kreishauptstadt Târgu Mureș befindet sich etwa 25 km nordöstlich.

## Geschichte
Archäologische Funde auf dem Gebiet von Iernut, bei den Einheimischen Fundu Bedeelor genannt, belegen eine Besiedlung der Region seit dem Bronzezeit. Auf dem Territorium der heutigen Stadt existierte im 2. und 3. Jahrhundert eine römische Kolonie.
Iernut wurde erstmals 1257 unter dem Namen terra Ranolth urkundlich erwähnt; es gehörte damals zum Königreich Ungarn, später zum Fürstentum Siebenbürgen und zu Österreich-Ungarn. 1461 wurde der Ort zum Markt erhoben (oppidum Radnot). Der Ort war Zentrum einer Feudalherrschaft, die nacheinander im Besitz verschiedener ungarischer Adelsfamilien war (u. a. Bethlen und Rákoczi). Seit 1854 ist der rumänische Name schriftlich belegt. Im September 1944 – während des Zweiten Weltkrieges – kam es im heutigen Stadtteil Oarba de Mureș zu heftigen Kämpfen zwischen deutschen Truppen einerseits und sowjetischen und rumänischen Einheiten andererseits. Im sozialistischen Rumänien erfolgte die Ansiedlung mehrerer Industriebetriebe, unter anderem eines Wärmekraftwerkes. 1989 wurde Iernut zur Stadt ernannt.
Außer der Energieerzeugung sind wichtige Erwerbszweige die Landwirtschaft, die Lebensmittelverarbeitung und die Fischzucht.

## Bevölkerung
Bei der Volkszählung 1850 waren von 5268 Einwohnern auf dem Gebiet der heutigen Stadt 4113 Rumänen, 851 Ungarn und 292 Roma. Bis 1966 war ein deutlicher Bevölkerungsanstieg zu verzeichnen (11.635); danach ging die Einwohnerzahl zurück. 2002 wurden in der Stadt 9523 Personen registriert, darunter 7229 Rumänen, 1426 Ungarn, 852 Roma und 12 Deutsche. 5830 lebten in der eigentlichen Stadt, 3693 in den acht eingemeindeten Ortschaften.

## Verkehr
Iernut liegt an der Bahnstrecke Alba Iulia–Târgu Mureș. In beide Richtungen verkehren etwa acht Nahverkehrszüge täglich. Es bestehen regelmäßige Busverbindungen nach Luduș und Târgu Mureș. Durch Iernut verläuft die Europastraße 60.

## Sehenswürdigkeiten
- Schloss Kornis-Rákoczi-Bethlen (1545, umgebaut 1650–1660) im Renaissance-Stil, steht unter Denkmalschutz.[3]
- Reformierte Kirche im 15. Jahrhundert errichtet, im 19. Jahrhundert erneuert, steht unter Denkmalschutz.[3]
- Orthodoxe Kirche (18. Jahrhundert)
- Historisches Museum
- Denkmal für die Kämpfe 1944 im Ortsteil Oarba de Mureș
- Holzkirche im Ortsteil Deag 1765 errichtet, steht unter Denkmalschutz.[3]

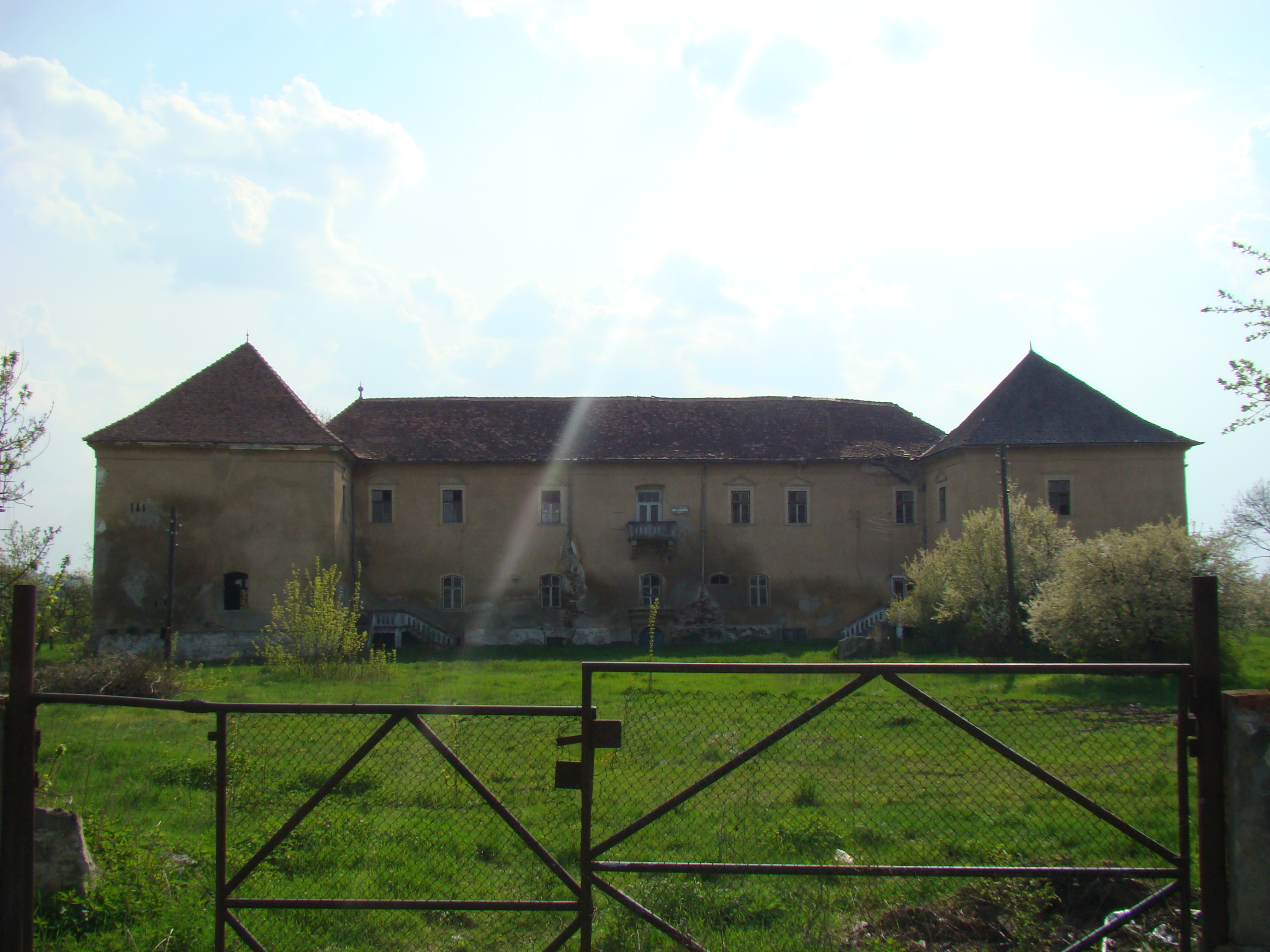
Schloss Kornis-Rákoczi-Bethlen
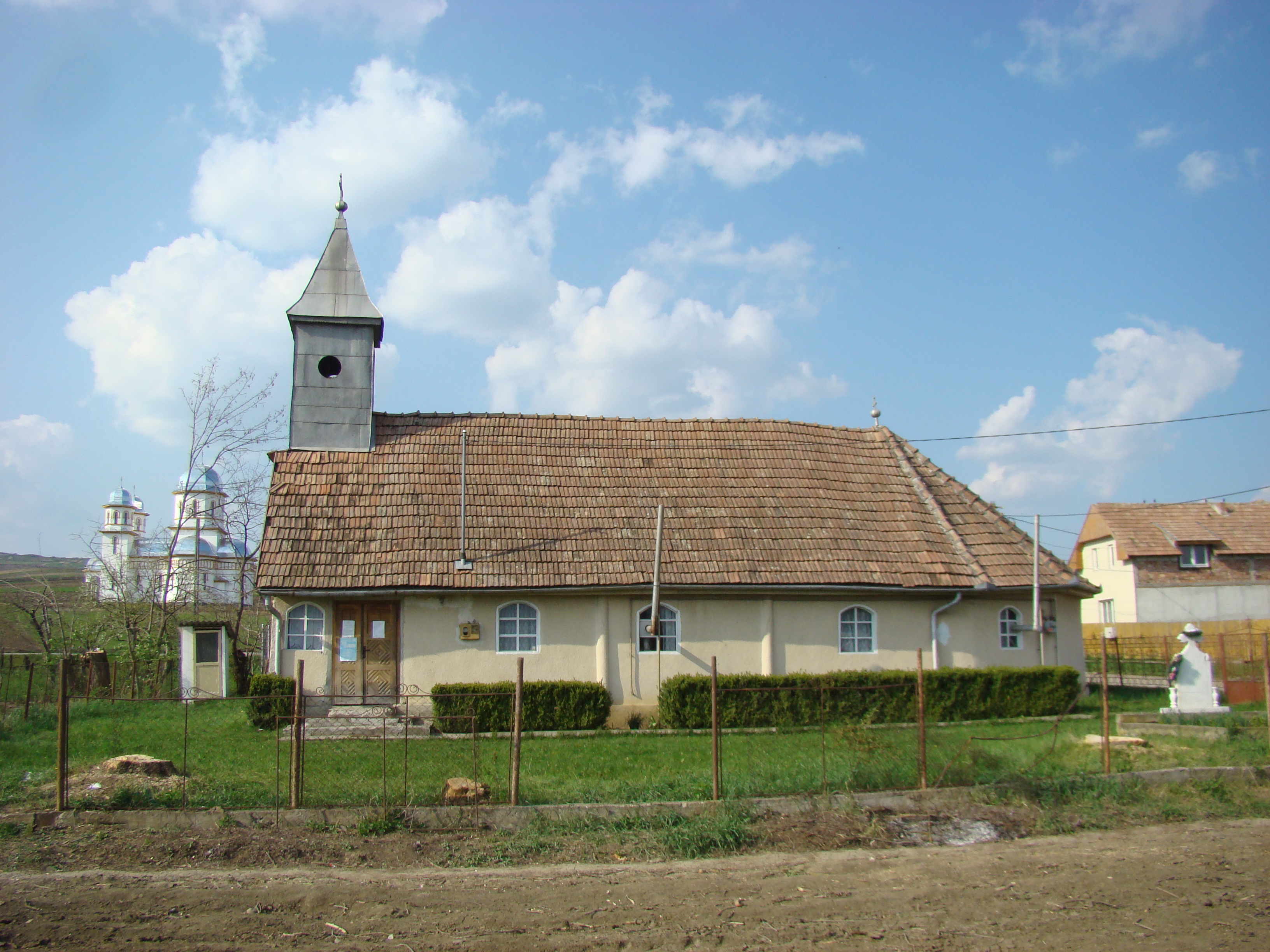
Holzkirche in Sfântu Gheorghe
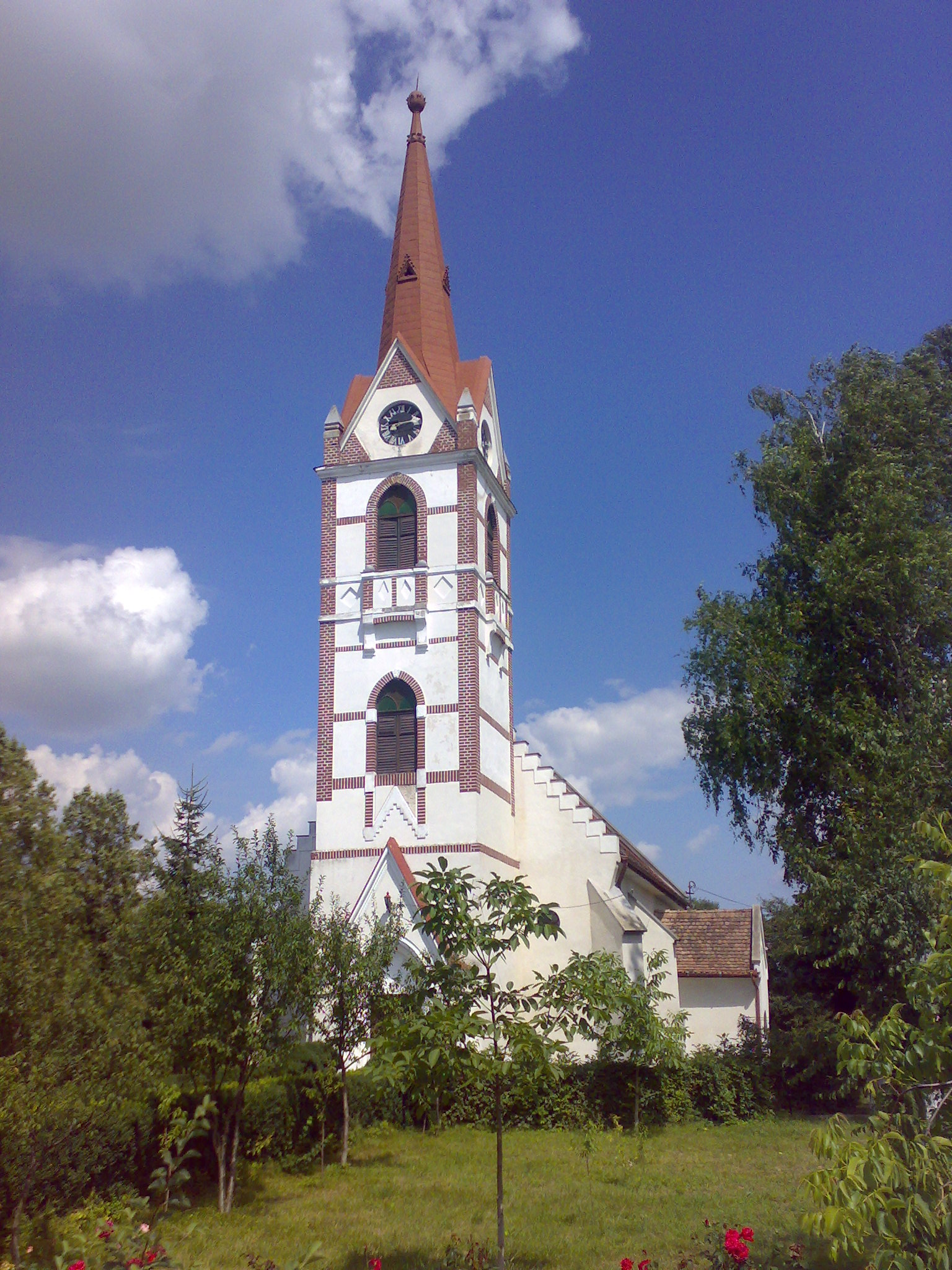
Reformierte Kirche in Iernut